# Sigge Eklund
Sigvard Viggo "Sigge" Eklund, född 21 april 1974 i Stockholm, är en svensk författare, filmregissör och poddare. Han har även varit internetentreprenör samt radio- och TV-producent. Han växte upp i stadsdelen Akalla i Stockholm.  
Eklund har gett ut flera romaner och gör regidebut 2024 med Netflixfilmen En del av dig. Tillsammans med Alex Schulman skapade han 2012 Alex & Sigges podcast, som sedan dess har varit en av Sveriges mest uppmärksammade poddar.

## Biografi

### Författarskap
Eklund romandebuterade 1999 med Synantrop. Därefter följde Den sista myten (2002), Det är 1988 och har precis börjat snöa (2005) och Varulvsvalsen (2007). Han var också en aktiv bloggare 2005–2006 och skrev kulturartiklar i bland annat Bon och Dagens Industri.  
År 2014 utkom spänningsromanen In i labyrinten, inspirerad av fallet Madeleine McCann.
Tillsammans med Alex Schulman har han utgivit Tid: livet är inte kronologiskt (2015) och Rum: en roadtrip genom psyket (2017). Hans senaste roman är Gruppen (2024).

### TV, radio och poddar
Eklund har skrivit manus till Länge leve Lennart (SVT) och Hombres (Kanal 5). Han har varit programledare för Frånvarande (TV8) och arbetat som producent och redaktör för flera program, bland annat med Filip & Fredrik.  
Tillsammans med Alex Schulman driver han Alex & Sigges podcast (sedan 2012), samt poddarna Prime Video Talks och Mardrömsgästen.
Han belönades 2013 med Stora radiopriset som ”Årets rookie”.
Han har också medverkat i På spåret (2016–2017) tillsammans med Malou von Sivers.

### Internetentreprenör
Mellan 1994 och 1998 drev Eklund internetbyrån Hyperlog. År 2005 grundade han Bloggportalen, som året därpå köptes av Aftonbladet Nya Medier. Han arbetade därefter som bloggansvarig på Aftonbladet och som webbstrateg på Bonnierförlagen. 2007 startade han bokutgivningssajten Vulkan tillsammans med bland andra Linda Skugge.

### Konst och film
År 2022 ställde Eklund ut en serie AI-skapade porträtt under titeln ”Lives Unlived” i Los Angeles.  
År 2024 regidebuterar han med Netflixfilmen En del av dig.  

### Familj
Sigge Eklund är son till ekonomen Klas Eklund, bror till fastighetsmäklaren Fredrik Eklund och sonson till skådespelaren Bengt Eklund. Han är gift med Malin Eklund och har tre barn. Familjen bor i Los Angeles.  
I januari 2025 förstördes familjens hem helt i bränderna i Kalifornien.

## Film och TV
- 2005 – Länge leve Lennart (SVT, manus)
- 2006 – Hombres (Kanal 5, synopsis)
- 2008 – Frånvarande (TV8, programledare)
- 2010 – Lite sällskap (Kanal 5, inslagsproducent)
- 2011 – Oscarsgalan (Kanal 9, producent)
- 2011 – Nittileaks (Kanal 5, redaktör)
- 2013 – Alla är fotografer (SVT, producent)
- 2024 – En del av dig (Netflix, regissör)

## Scen
- 2012 – Filip & Fredrik: Jakten på den försvunna staden (dramaturg)
- 2013 – Älska mig (regi och manus)
- 2014 – Meningen med livet (manus och medverkande)
- 2017 – LIVE (manus och medverkande)

## Poddar
- 2010–2013 – Filip och Fredriks podcast (redaktör)
- 2012– – Alex & Sigges podcast (programledare)
- 2013–2016 – Mattsson & Helin podcast (redaktör)[11]
- 2020–2024 – Återföreningen (med Richard och Thorsten Flinck)

## Priser och utmärkelser
- 2006 – Sveriges mäktigaste bloggare (Bon)
- 2007 – Årets Papa (Mama)
- 2013 – Stora radiopriset, Årets rookie
- 2012–2014 – Svenska podradiopriset
- 2023 – Expressens Björn Nilsson-pris för god kulturjournalistik